# André Fomitschow
André Fomitschow (Dresda, 7 settembre 1990) è un calciatore tedesco, difensore del Niederkirchen.